# Glauconiet

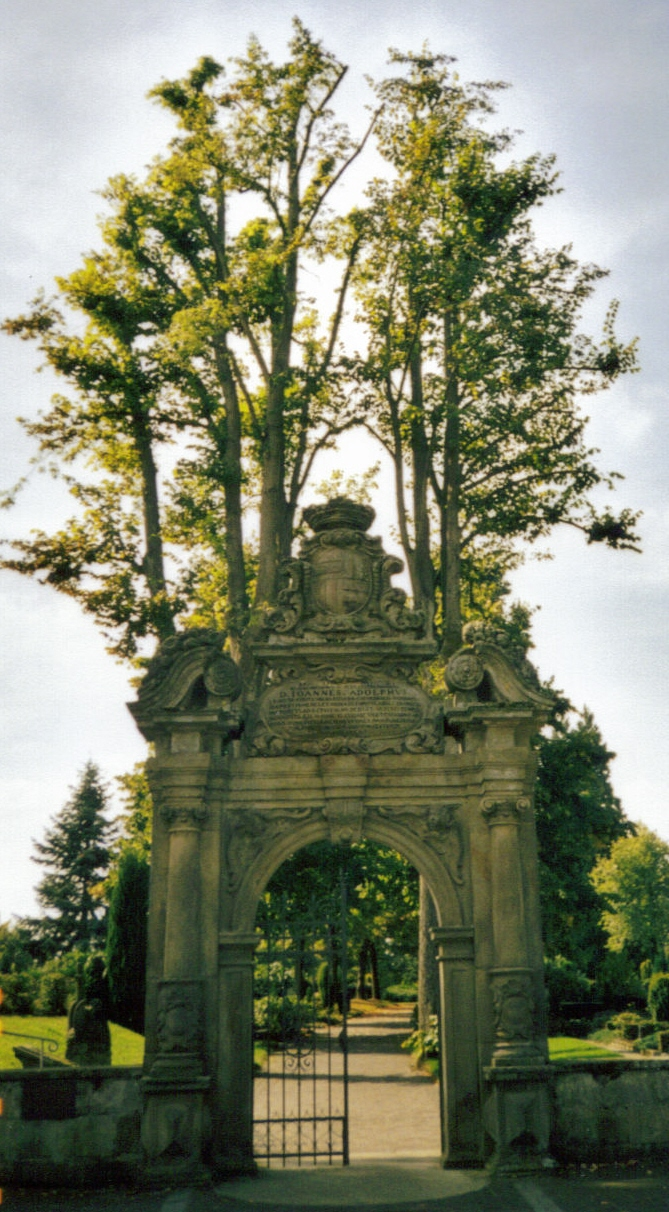
Kerkhofpoort van het afgebroken capucijnenklooster te Rüthen, uit glauconiethoudend zandsteen

Het mineraal glauconiet is een fylosilicaat met de chemische formule (K,Na)(Fe3+,Al,Mg)2(Si,Al)4O10(OH)2. Het behoort tot de mica's.

## Eigenschappen
Glauconiet is een blauw- of geelgroen tot groen mineraal met een perfecte splijting langs kristalvlak [001] en een lichtgroene streepkleur. Het kristalstelsel van glauconiet is monoklien. De gemiddelde dichtheid is 2,67 g/cm³ en de hardheid is 2. Glauconiet is niet magnetisch en de radioactiviteit van het mineraal is nauwelijks meetbaar, met een API-waarde van 78,31. 

## Naam
De naam van het mineraal is afgeleid van Oudgrieks γλαυκός (glaukos), dat "blauw-groen" betekent. Dit kan verwijzen naar de kleur van bepaalde varianten van het mineraal, maar ook naar de blauwkleuring die het onder andere in water veroorzaakt.

## Oppervlaktewater
Oppervlaktewater met een verhoogd glauconietgehalte is opvallend helder en doorzichtig. Het bevat gewoonlijk nauwelijks dierenleven en een beperkte flora. Grote waterpartijen zijn enigszins groenblauw, zowel bij doorzicht als van bovenaf gezien, waardoor ze ook op hogere breedten een mediterrane indruk maken op duikers.

## Voorkomen
Glauconiet is een mineraal dat zeer vaak gevormd wordt, voornamelijk door verwering van verschillende soorten substraat (onder andere kalk en organisch materiaal) in ondiep zeewater. Het vormt zich alleen in de nabijheid van een kust in warm zeewater van geringe diepte en wordt afgezet in bepaalde sedimentaire milieus bij gereduceerde condities. Het is, mede door de zwakke radioactiviteit, daarmee een indicatief mineraal bij metingen in het boorgat bij het boren naar olie en gas. De typelocatie is het Otago-schiereiland in Nieuw-Zeeland.

### Duitsland
- Rüthener Sandstein, ook wel Rüthener Grünsandstein, bij de stad Rüthen, Sauerland.

### Nederland en België
Enkele opvolgende geologische formaties in Belgisch en Nederlands Limburg en Duitsland bevatten glauconiet: 
De 70 miljoen jaar oude Formatie van Aken is er rijk aan en het mineraal geeft zijn kleur aan het jongere Vaalser Groenzand in hetzelfde gebied. De basis van de Formatie van Gulpen, die boven op het Vaalser Groenzand is gevormd, bevat glauconietkrijt, een kalkgesteente.
Glauconiet bepaalt de opvallende doorzichtigheid en kleur van een aantal zandgaten:
- Botjes Zandgat in het Groningse Menterwolde
- de Galderse Meren bij Breda
- het Blauwe Meer bij Tilburg
- het Blauwe Meer bij het Drentse Hoogersmilde